# چارکوو گراند
چارکوو گراند (به لهستانی:  Czarkowy Grąd) یک روستا در لهستان است که در گمینا شچتنو واقع شده‌است.